# Schlagerstar
Schlagerstar, alternativ 365 Tage Vollgas, ist ein dokumentarisches Roadmovie aus Österreich von Marco Antoniazzi und Gregor Stadlober aus dem Jahr 2013. Nach eigenen Angaben ist es der „erste Kino-Dokumentarfilm, der einen Blick hinter die Kulissen der Traumschmiede Schlager wirft“. Der Film erhielt 2013 den Publikumspreis der Diagonale. Kinostart war am 31. Mai 2013.

## Handlung
Die Reise führt durch die beschwingte Welt des Schlagers, in der der Sänger Marc Pircher, auf der wiederkehrenden Suche nach einem neuen Hit, über verschneite Berge und durch entfernte Täler fährt und sich mit emotionalen Songs über die Höhen und Tiefen des „Star-Seins“ hinweg singt.
Der stete Takt einer flotten Polka treibt den Sänger und Musiker voran, wenn er seinen Fanartikelwagen durch die Konzerthallen des deutschsprachigen Raums schiebt und sich überlegt wie er den nächsten Kassenschlager erzielen könnte.
Bei seinen Musikantenstadl-Auftritten gibt sich das Who is Who der Schlagerbranche die Klinke in die Hand und in Landgasthäusern und Mehrzweckhallen schüttelt Marc Pircher die Hände der frenetischen Fans, wenn diese sie nicht gerade fröhlich schunkelnd zum Himmel strecken.
„Schlagerstar“ widmet sich dem einjährigen CD-Produktionszyklus anlässlich des 20-jährigen Bühnenjubiläums von Marc Pircher, das nicht genug zelebriert und vermarktet werden kann, denn nicht nur der Musiker inszeniert sich in den Medien, auch seine Familie weckt das notwendige Interesse bei den Fans und der Presse. Am Ende des Tages sollte es doch zumindest eine goldene Schallplatte geben. Denn Auszeichnungen werden vom Publikum erwartet und Marc Pircher ist nicht der einzige Star der Schlagerbranche, auf deren Himmel so manch neuer Stern alle überstrahlt.
Dem Ende wohnt dann alle Jahre wieder der komplette Anfang inne und die Hitmaschine wird aufs Neue angekurbelt, denn ein Hit muss erst zu einem Hit gemacht werden.

## Kritiken
Klaus Buchholz bei thegap.at fasst den Film zusammen: „Der Erfolg im volkstümlichen Schlager verlangt Knochenarbeit und Überzeugungstäter. Schlagerstar gewährt einen außerordentlichen Blick auf die Selbstinszenierung und das Arbeitsleben von Marc Pircher“.
Schlagerportal.com beurteilt den Film positiv: „Wer sich Partystimmung wie bei einem Live Konzert von Marc Pircher erwartet ist falsch, wer sehen möchte wie es in der Welt des Schlagers und der Volksmusik hinter den Kulissen abläuft ist genau richtig“.
Das Waves Vienna Filmfest urteilt: „Neutral, jedoch immer nah an der Person begleiten Marco Antoniazzi und Gregor Stadlober den erfolgreichen Schlagerstar [Marc Pircher] bei der Ausübung seines Traums – weder belächelnd noch idealisierend. Wie nebenbei legen sie dabei auch die streitbaren, ambivalenten Seiten der glitzernden Schlagerwelt offen und gewähren Einblicke in das lukrative Geschäft mit der immerzu heilen Fassade.“